# Kościół Matki Bożej Częstochowskiej w Krupem
Kościół Matki Bożej Częstochowskiej w Krupem – katolicki kościół w Krupem, wzniesiony jako cerkiew prawosławna.
Świątynia prawosławna w Krupem została wzniesiona ok. 1905. Jej patronem był św. Jan Teolog. Autorem jej projektu był Aleksandr Puring, architekt eparchii chełmskiej. Według tego samego planu wzniesiono także cerkwie w Oszczowie, Sławatyczach, Kryłowie i Topólczy.
W dwudziestoleciu międzywojennym świątynia była czynna jako cerkiew filialna parafii w Bończy. Po II wojnie światowej i wywiezieniu z Chełmszczyzny ludności ukraińskiej wyznania prawosławnego została zaadaptowana na kościół katolicki. W 1946 w Krupem erygowana została łacińska parafia Matki Bożej Częstochowskiej. W związku ze zmianą wyznania w architekturze obiektu wprowadzono zmiany zacierające pierwotny styl budynku; zmiany w partii dachowej wprowadzono w 1946 i 1965.
Cerkiew w Krupem wzniesiona była w stylu bizantyńsko-rosyjskim. Był to obiekt trójdzielny, z kwadratową nawą, prostokątnym przedsionkiem i poligonalną absydą zamykającą prezbiterium. Nad przedsionkiem znajdowała się dzwonnica zwieńczona dachem namiotowym.